# Neußer Zeitung
Die Neußer Zeitung war eine lokale Tageszeitung mit Verlagsort und Verbreitungsgebiet Neuss, die zwischen 1870 und 1940 mit verschiedenen Titeln, u. a. „Neußer Intelligenzblatt“, „Neußer Handels- und Intelligenzblatt“ sowie „Neußer Kreis-, Handels- und Intelligenzblatt“ erschien. Digital sind die Jahrgänge 1870 (46. Jahrgang) bis 1937 zugänglich, d. h. die Erstausgabe dürfte in den 1820er Jahren erschienen sein.